# Muffin
Muffin là tên gọi chung cho hai loại bánh khác nhau. Thứ nhất là bánh nướng xốp, đây là định nghĩa phổ biến nhất hiện nay. Kiểu bánh ngọt này nhỏ, hình vòm, mịn ẩm, có thể dùng cho bữa sáng hoặc ăn vặt. Phần bánh được lên men bằng bột nở hoặc muối nở (baking soda) thay vì men nở (yeast) nên nhanh và dễ làm hơn. Để tăng hương vị, bánh có thể được bổ sung thêm việt quất, socola chip, chuối hoặc các thành phần khác. Loại bánh này ra đời ở Bắc Mỹ vào thế kỷ 19, thường thấy trong các cửa hàng hoặc quán cà phê. Về cảm quan, bánh nhìn giống như cupcake nhưng không ngọt bằng và phần bánh cũng đặc hơn.
Tên gọi thứ hai là bánh mì dẹt mặn có xuất xứ từ Anh Quốc và khu vực châu Âu trong khoảng đầu thế kỷ 18. Bánh này it phổ biến hơn, hình dáng nhỏ, tròn và dẹt gần giống bánh crumpet. Bánh thường không ngọt, sẽ được nướng lên và dùng kèm bơ hoặc các loại đồ ăn phụ khác.

## Từ nguyên
Các tài liệu từ thế kỷ 19 cho rằng muffin có thể bắt nguồn từ tên gọi maphula của Hy Lạp, một loại 'bánh nướng trong lò sưởi hoặc trên vỉ nướng', hoặc từ moupain (bánh mì mềm) và sau đó là mouffin trong tiếng Pháp cổ.
Từ muffin xuất hiện lần đầu trong một ấn bản năm 1703 khi nó được đánh vần là moofin; hiện chưa rõ nguồn gốc nhưng có thể là xuất phát từ tiếng Đức Muffen, số nhiều của Muffe (chiếc bánh nhỏ), hoặc cũng có thể có liên hệ với từ moufflet tiếng Pháp cổ có nghĩa là 'mềm'.